# Звёздные врата: SG-1 (сезон 10)
Список и описание эпизодов десятого сезона американского научно-фантастического телевизионного сериала «Звёздные врата: SG-1», стартовавшего 14 июля 2006 года. Десятый сезон, состоящий из 20 эпизодов, заканчивается 13 марта 2007 года.

## В главных ролях
- Бэн Браудер — подполковник Камерон Митчелл
- Аманда Таппинг — подполковник Саманта Картер
- Кристофер Джадж — джаффа Тил'к
- Бо Бриджес — генерал-майор Хэнк Лэндри.
- Майкл Шенкс — доктор Дэниэл Джексон
- Клаудия Блэк — Вала Мал Доран

## Эпизоды
| № общий | № в сезоне | Название                                        | Дата премьеры    |
| --- | ---------- | ----------------------------------------------- | ---------------- |
| 195 | 1          | «Плоть и кровь» «Flash and Blood (Part 3 of 3)» | 14 июля 2006     |
| Когда Орай вторгаются на Чулак, планету джаффа, Дэниэл и Вала вынуждены иметь дело с новым лидером Крестового Похода, юной дочерью Валы, взросление которой Орай искусственно ускоряют, чтобы она могла полноценно служить их целям. |            |                                                 |                  |
| 196 | 2          | «Морфей» «Morpheus»                             | 21 июля 2006     |
| В поисках Святого Грааля, о местонахождении которого Джексон вычитал в одной из книг Камелота, SG-1 отправляются на планету Вагонбрей, а попадают в настоящее сонное царство. Все жители, похоже, уснули в своих постелях и никогда не проснулись. Постепенно и земляне начинают чувствовать непреодолимое желание погрузиться в сон. А в это время Вала в SGC пытается доказать своё право и желание войти в команду SG-1. |            |                                                 |                  |
| 197 | 3          | «Проект Пегас» «The Pegasus Project»            | 28 июля 2006     |
| SG-1 на «Одиссее» отправляются в Атлантис, чтобы там найти упоминания о планетах, где может быть спрятан «Святой Грааль». Этим занимаются Дэниэл Джексон и Вала, а вот остальная команда и МакКей пытаются открыть новые суперврата Орай, используя чёрную дыру в галактике Пегас, таким образом лишив Орай возможности использовать их. Они ещё не знают, что к «Одиссею» на полной скорости приближается корабль-улей Рейфов. |            |                                                 |                  |
| 198 | 4          | «Чужой среди своих» «Insiders»                  | 4 августа 2006   |
| Не только земляне ищут Святой Грааль. В руки SGC попадает гоа’улд Ба’ал, который утверждает, что он оригинал, а его копии хотят уничтожить его, а ещё он знает, где искать оружие Мерлина. Нужна, правда, небольшая плата — поймать всех клонов. Но пойманные клоны вдруг заявили, что они — тоже оригиналы. Бесконечные допросы и тесты ничего не смогли объяснить, а SG-1 никак не могут понять, зачем все это гоа’улду. |            |                                                 |                  |
| 199 | 5          | «Незваные гости» «Uninvited»                    | 11 августа 2006  |
| На мирной планете на команду SG-1 внезапно нападает монстр, каких никогда не было в этом мире. Вскрытие чудовища показало, что это всего лишь маленький грызун, но внутри было обнаружено ещё что-то пиявкоподобное. Что вызвало мутацию? Возможно, устройство невидимости Соданов, но один из таких механизмов пропал, а значит, по Земле уже может бродить огромная взбесившаяся белочка или другой монстр. Пока все ловят чудовищ, Митчелл и Лэндри отдыхают в лесной хижине. Только удастся ли им отдохнуть? Ведь здесь тоже есть белочка.                                                               |            |                                                 |                  |
| 200 | 6          | «200-я серия» «200th»                           | 18 августа 2006  |
| Мартин Ллойд, инопланетянин, пытавшийся снять сериал на основе «Звёздных Врат», опять ищет помощи у SGC, когда по его шоу решают поставить полнометражный фильм. Команда SG-1 не в восторге от того, какими их изобразили в сценарии, они жаждут побыстрее сбежать от надоедливого человечка, но в это время «Звёздных Вратах» что-то ломается и SG-1 вынуждены выслушивать безумные идеи Мартина и друг друга. |            |                                                 |                  |
| 201 | 7          | «Ответный удар» «Counterstrike»                 | 25 августа 2006  |
| Джаффа используют оружие на Дакаре против новых сторонников Орай с севшим на планету кораблем, чтобы захватить его. Но каким-то образом Адрии удалось спастись. |            |                                                 |                  |
| 202 | 8          | «Помни о смерти» «Memento Mori»                 | 8 сентября 2006  |
| Проголодавшаяся Вала зашла перекусить в забегаловку. Однако когда владелец потребовал оплатить счет, оказалось, что Вала не помнит совершенно ничего до тех пор, когда она вошла в забегаловку. Чтобы расплатиться, ей приходится остаться работать официанткой, пока она не вспомнит своё прошлое. Тем временем SG-1 изо всех сил пытаются найти пропавшую Валу. Постепенно она начинает вспоминать, что была в плену у некой Афины, которая использовала устройство памяти, чтобы извлечь какую-то информацию из прошлого Валы.                                                                            |            |                                                 |                  |
| 203 | 9          | «Воровская гильдия» «Company Of Thieves»        | 15 сентября 2006 |
| Нетан, глава Люцианского Союза, испытывает трудности после своего решения поддержать битву против Орай — многие теперь не согласны с его лидерством. Ощущая угрозу со стороны своего помощника, Аватео, он дает ему задание захватить «Одиссей», надеясь на провал операции. Однако, честолюбивый Аватео успешно выполняет задание, заполучив корабль вместе с Картер на борту. Пользуясь ей, как приманкой, он захватывает и Дэниэла с Валой. Чтобы спасти друзей, Митчеллу приходится проникнуть в ряды Союза, испытанным способом воздействуя на их память и выдавая себя за одного из помощников Нетана. |            |                                                 |                  |
| 204 | 10         | «Поиски. Часть 1» «The Quest (Part 1)»          | 22 сентября 2006 |
| В поисках «Святого Грааля» SG-1 встречают Озрика, старого библиотекаря, который хранит множество интересных материалов. Он предупреждает гостей, что уже многие пытались найти это сокровище, но погибли, поскольку поиски привели их в лес, проклятый феей Морганой. Но SG-1 тверды в своих намерениях и хотели бы идти до конца. Однако, Озрик все равно отказывается показать им карту, поскольку предыдущие искатели пытались украсть её у него. Так SG-1 узнают, что за Граалем охотится и Ба’ал. |            |                                                 |                  |
| 205 | 11         | «Поиски. Часть 2» «The Quest (Part 2)»          | 9 января 2007    |
| В продолжение истории предыдущего эпизода SG-1 приходится расшифровать множество шарад Древних, обойти проклятие и даже объединить свои силы с врагом. |            |                                                 |                  |
| 206 | 12         | «Черта на песке» «Line In The Sand»             | 16 января 2007   |
| SG-1 пытаются спрятать всех жителей планеты, которым угрожают Орай, воспользовавшись устройством Мерлина, чтобы перенести их в другое измерение. Однако, в критический момент техника дает сбой, и некоторые из местных приходят к решению подчиниться новым богам. |            |                                                 |                  |
| 207 | 13         | «Дорога в никуда» «Road Not Taken»              | 23 января 2007   |
| После небольшого взрыва Картер попадает в другое измерение, где видит тех, кого не ожидала встретить. Все уверены, что она — майор Картер, которая спасла мир от инопланетного вторжения. |            |                                                 |                  |
| 208 | 14         | «Саван» «The Shroud»                            | 30 января 2007   |
| Митчелл, Картер, Тил'к и Вала посещают очередную планету, где недавно побывал Приор. С удивлением они узнают, что жителям не было обещано никаких кар за отказ следования религии Происхождения. Приор проповедовал только блага, которые принесет единственно верный путь к спасению. Надеясь увидеть необычного служителя Орай, SG-1 спрятались, ожидая его. Когда Приор прибыл, под саваном, поседевшими волосами, бледным лицом с белёсыми глазами SG-1 не сразу смогли узнать Дэниэля Джексона. |            |                                                 |                  |
| 209 | 15         | «Вознаграждение» «Bounty»                       | 6 февраля 2007   |
| Камерон Митчелл берет с собой на встречу выпускников Валу, там он встречает свою первую любовь — Эмми Вандерберг — и старого друга Даррелла, которого заинтересовала Вала. В это время Митчеллу приходит сообщение, что Тил'к и Саманта Картер были атакованы, а на Землю за Митчеллом пробрался охотник. Наёмник пробирается на вечер, но ему мало одного Митчелла, он хочет всю SG-1. |            |                                                 |                  |
| 210 | 16         | «Плохие парни» «Bad Guys»                       | 13 февраля 2007  |
| SG-1 посещают музей на другой планете, но здесь их по ошибке принимают за банду мятежников, которых нельзя оставлять в живых. SG-1 не могут попасть домой, потому что обнаружили, что наборное устройство — всего лишь музейный экспонат. |            |                                                 |                  |
| 211 | 17         | «Око за око» «Talion»                           | 20 февраля 2007  |
| Представители джаффа собираются на саммите, чтобы обсудить будущее своих людей перед угрозой Орай. Но в это время на саммит нападают террористы. Много убитых. Бра’так ранен, и его доставляют в SGC. Тил'к, игнорируя предупреждения своей команды, решает сам провести расследование и отомстить. |            |                                                 |                  |
| 212 | 18         | «Семейные узы» «Family Ties»                    | 27 февраля 2007  |
| Вала встречается с отцом. Она надеется, что отец после многих лет разлуки с ней хоть сколько-то изменился, но надежда эта напрасна. Хотя её отец великий аферист и махинатор, командованию «Звёздных Врат» он всё-таки помогает! |            |                                                 |                  |
| 213 | 19         | «Господство» «Dominion»                         | 6 марта 2007     |
| Вала встречается со своей дочерью по плану SG1, но неожиданно в их план вмешивается Ба’ал. SG1 обязаны вновь захватить дочь Валы, чтобы остановить вторжение последователей Орай. |            |                                                 |                  |
| 214 | 20         | «Бесконечность» «Unending»                      | 13 марта 2007    |
| Команда SG-1 прилетает на планету азгардов, Тор сообщает что его раса в скором времени перестанет существовать и все технологии его расы будут переданы землянам. Но не всё так просто как кажется на первый взгляд, после того как азгарды передали людям технологии, внезапно появились корабли Орай и SG-1 вынуждено воспользоваться устройством расширения времени, если его отключить, то луч от главного орудия корабля орай уничтожит Одиссей раньше, чем они успеют что-то сделать. |            |                                                 |                  |